# 墨尔本国际电影节
墨尔本国际电影节（英語：Melbourne International Film Festival），缩写为MIFF，在澳大利亚墨尔本举办的一年一度为期三周的电影节。该电影节成立于1952年，是全世界最早的几个电影节之一。该电影节与墨尔本国际动画节（MIAF）、墨尔本同性恋电影节（MQFF）、墨尔本地下电影节（MUFF）合称墨尔本四大电影节。